# Totaranui
Totaranui es una playa de 1 km de largo y el sitio donde se encuentra un gran lugar para acampar en la región de Nelson, en Nueva Zelanda, que es administrado por el Departamento de Conservación (DOC).
Se encuentra ubicada en el Parque nacional Abel Tasman hacia el extremo norte de la pista de Abel Tasman y se utiliza a menudo como punto de partida o de finalización para realizar caminatas.
Originalmente un asentamiento agrícola, los únicos residentes permanentes ahora son el personal del Departamento de Conservación. Sin embargo, durante el verano la población aumenta hasta 1000 campistas además de los excursionistas que también llegan. Los servicios de taxi de agua sirven de enlace desde Marahau conectan Totaranui con otras localidades de todo el litoral, mientras que una serie de carreteras la vinculan con Takaka vía Pigeon Saddle. Se localiza específicamente en las coordenadas geográficas 40°49′05″S 173°00′00″E / -40.81806, 173.00000.